# Quadrispora musispora
Quadrispora musispora är en svampart som beskrevs av Bougher & Castellano 1993. Quadrispora musispora ingår i släktet Quadrispora och familjen spindlingar.   Inga underarter finns listade i Catalogue of Life.